# Xã Boone, Quận Douglas, Missouri
Xã Boone (tiếng Anh: Boone Township) là một xã thuộc quận Douglas, tiểu bang Missouri, Hoa Kỳ. Năm 2010, dân số của xã này là 586 người.